# RegioGraph
RegioGraph ist eine Geomarketing-Software, spezialisiert auf Fragestellungen in den Businessbereichen Marketing, Vertrieb, Controlling, Logistik und Unternehmensstrategie.
RegioGraph ermöglicht die Einbindung und Verarbeitung von Unternehmensdaten, die einen Raumbezug aufweisen, beispielsweise über die Zuordnung zu einer Kunden- oder Filialadresse, einem Außendienst- oder Liefergebiet. In Verbindung mit weiteren räumlichen Informationen wie beispielsweise der Verteilung von Firmen, Haushalten oder Kaufkraft werden die Daten auf digitalen Landkarten analysiert, um daraus strategische und operative Entscheidungen herzuleiten.

## Geschichte
Hervorgegangen ist RegioGraph aus einer Auftragsarbeit mit dem Ziel, einen Gabelstapler-Hersteller bei der räumlichen Planung von Vertriebs- und Servicegebieten zu unterstützen.
1991 wurde auf dieser Basis die erste marktgängige Version der Gebietsplanungssoftware unter dem Namen „DISTRICT“ auf der CeBIT vorgestellt. Ein Jahr später kam dann eine im Funktionsumfang etwas abgespeckte DISTRICT-Version unter dem Namen RegioGraph auf den Markt. Vom originären Zweck, Gebiete nach numerischen und logistischen Kriterien optimal einzuteilen, wurden RegioGraph und DISTRICT nach und nach weiter entwickelt und zu einer umfassenden GIS-Software für Business ausgebaut, die als Desktop-Anwendung alle Fragestellungen mit Ortsbezug in Vertrieb, Marketing und Controlling löst.
1999 wurden RegioGraph und DISTRICT auf Basis einer neuen Softwareplattform komplett neu programmiert, die unter der Versionsnummer „5“ auf den Markt kamen. Wesentliche Neuerungen war einerseits eine deutlich intuitivere Oberfläche, auf der viele Aktionen per Drag & Drop ausgeführt werden konnten. Außerdem wurde ein Dateiformat entwickelt (*.rx5), das alle verwendeten Daten in einer Datei kapselte.
2001 erschienen RegioGraph und DISTRICT erstmals zur Version 6 auch in englischer Sprache. Eine italienische Version folgte noch im gleichen Jahr.
Der nächste Schritt folgte 2007 mit der Einführung von RegioGraph 10 und DISTRICT 10, basierend auf  dem .Net-Framework. Zentrale Innovation war eine deutlich verbesserte Nutzeroberfläche, mehr räumliche Berechnungsmethoden sowie erweiterte grafische Darstellungsmöglichkeiten. Das Dateiformat hat seither die Dateiendung gfk.
Im März 2009 erfolgte die Umbenennung von RegioGraph und DISTRICT in die beiden Softwareversionen „RegioGraph Analyse“  und „RegioGraph Planung“. Seitdem werden die RegioGraph-Versionen auch nach ihrem Erscheinungsjahr benannt. RegioGraph Planung verfügt im Vergleich zur Version „Analyse“ über einige zusätzliche Funktionalitäten wie die hausnummerngenaue (interpoliert) Positionierung von Adressen (Geokodierung) oder Planungsalgorithmen zum Entwurf von optimal zugeschnittenen (Außendienst-)Gebieten.
Mit dem Verkaufsstart von RegioGraph 2011 kam zusätzlich zu den Versionen „Analyse“ und „Planung“ auch neu die Version „RegioGraph Strategie“ auf den Markt. RegioGraph Strategie ist primär auf die Bearbeitung und Analyse feinräumiger Daten bis zur Hausnummerngenauigkeit ausgerichtet. Die im Hintergrund laufende Datenbank verwaltet dabei über vier Mio. Datensätze zu Gewerbestandorten oder zur Bevölkerungsstruktur. Diese Bewertungsgenauigkeit kommt vor allem bei der feinräumigen Standortbewertung zum Einsatz.
Seit Januar 2018 gibt es eine zusätzliche Online-Version der Geomarketing-Lösung RegioGraph. Mit "RegioGraph Online" kann ein Team von Standortplanern gleichzeitig über einen Webbrowser Umfeldinformationen für beliebige Adressen abfragen. Das Geomarketing-Onlinetool basiert auf dem "Private Cloud"-Konzept, das heißt alle sensiblen Unternehmensdaten liegen geschützt auf dem Server des Kunden.

## Einsatzbereiche
Mit RegioGraph können prinzipiell alle Daten auf digitalen Landkarten verwendet werden, die einen Raumbezug aufweisen. Im Kontext von unternehmensbezogenen Fragestellungen dominieren Aufgaben wie die
- Planung oder Optimierung von Vertriebsgebieten, Lieferzonen oder Zuständigkeitsbereichen von Geschäftsstellen.
- Mediaplanung, insbesondere die Frage, wo Werbemittel wie Plakate, Zeitungsbeilagen oder Postwurfsendungen die höchste Response erwarten lassen.
- Standortplanung und -analyse; im Vordergrund steht dabei die Bewertung des Einzugsgebietes eines Standortes, also beispielsweise die Frage, wie viele Haushalte ein Standort erreicht.
- Netzanalyse, bei der die Gesamtheit aller Filial-, Liefer- oder Geschäftsstellenstandorte Untersuchungsgegenstand ist.

## Technische Spezifikation
RegioGraph ist als Desktop-Anwendung konzipiert und läuft sowohl als Einzelplatzinstallation oder auch in einer Client-Server-Umgebung. Eine Verbindung mit Internet-(Karten-)Diensten ist nicht erforderlich. Der Zugriff auf Datenbanken ist über ODBC-Schnittstellen möglich; gängige Tabellenformate (wie *.txt, *.csv oder *.xls) können direkt importiert werden, als Alternative gibt es die Importfunktion über die Zwischenablage. RegioGraph basiert auf das .Net-Framework und beinhaltet eine systemeigene Datenbank. Dabei verwendet es ein proprietäres Dateiformat (*.gfk). Alle verarbeiteten Daten werden in einer gekapselten Datei gespeichert. Die in Form von Layern gespeicherten Landkartengeometrien können in separaten Dateien (*.lay) im- und exportiert werden. Die Integration von ESRI-Shape-Dateien, MapInfo-Mapinfo-MIF/MID-Dateien oder *.KML-Layern (Google Earth) ist ebenso möglich wie der Import von GPS-Daten im GPX-Format.

## Herkunft
RegioGraph wird in Deutschland durch die GfK GeoMarketing entwickelt und vertrieben, welche eine Tochter der Gesellschaft für Konsumforschung (GfK) ist. Die gesamte Softwareentwicklung sowie eine angeschlossene Kartographieabteilung hat ihren Sitz in Bruchsal bei Karlsruhe.